# Kortney Hause
Kortney Hause (Goodmayes, 16 de julho de 1995) é um rapper e futebolista profissional inglês que atua como Zagueiro. Atualmente joga pelo  Aston Villa.

## Carreira
Kortney Hause começou a carreira no Wycombe Wanderers.